# Trichophyton immergens
Trichophyton immergens är en svampart som beskrevs av Miloch. 1937. Trichophyton immergens ingår i släktet Trichophyton och familjen Arthrodermataceae.   Inga underarter finns listade i Catalogue of Life.